# Mahmudu Bajo
Mahmudu Bajo (nacido el 15 de agosto de 2004) es un futbolista profesional gambiano que juega como centrocampista defensivo en el club Estrella Roja de Belgrado de la SuperLiga serbia.

## Trayectoria
Bajo comenzó su carrera futbolística en el club local RS Tallinding FC antes de fichar por el Granada en el año 2021. En 2023, Bajo firmó con el Podbrezová de la Niké Liga.
Bajo hizo su debut profesional en la Niké Liga con el Podbrezová contra el Dukla Banská Bystrica el 28 de julio de 2023.
El 18 de julio de 2024, Bajo se incorporó a otro club eslovaco, el Dunajská Streda . Firmó un contrato por cuatro años, hasta junio de 2028.
El 1 de agosto de 2025, el Estrella Roja de Belgrado anunció que había llegado a un acuerdo con Bajo con un contrato de cuatro años, con opción a un año más.

## Estadísticas

### Clubes
Actualizado al último partido disputado el 1 de agosto de 2025.
| Club                                  | Div.          | Temporada     | Liga  | Liga  | Liga   | Copas nacionales | Copas nacionales | Copas nacionales | Copas internacionales | Copas internacionales | Copas internacionales | Total | Total | Total  |
| Club                                  | Div.          | Temporada     | Part. | Goles | Asist. | Part.            | Goles            | Asist.           | Part.                 | Goles                 | Asist.                | Part. | Goles | Asist. |
| ------------------------------------- | ------------- | ------------- | ----- | ----- | ------ | ---------------- | ---------------- | ---------------- | --------------------- | --------------------- | --------------------- | ----- | ----- | ------ |
| FK Železiarne Podbrezová · Eslovaquia | 1.ª           | 2023-24       | 28    | 0     | 2      | 4                | 0                | 0                | —                     | —                     | —                     | 32    | 0     | 2      |
| FK Železiarne Podbrezová · Eslovaquia | 1.ª           | Total club    | 28    | 0     | 2      | 4                | 0                | 0                | 0                     | 0                     | 0                     | 32    | 0     | 2      |
| Dunajská Streda · Eslovaquia          | 1.ª           | 2024-25       | 32    | 0     | 1      | 3                | 0                | 0                | 2                     | 0                     | 0                     | 37    | 0     | 1      |
| Dunajská Streda · Eslovaquia          | 1.ª           | 2025-26       | 1     | 0     | 0      | 0                | 0                | 0                | 0                     | 0                     | 0                     | 1     | 0     | 0      |
| Dunajská Streda · Eslovaquia          | 1.ª           | Total club    | 33    | 0     | 1      | 3                | 0                | 0                | 2                     | 0                     | 0                     | 38    | 0     | 1      |
| Estrella Roja de Belgrado Serbia      | 1.ª           | 2025-26       | 0     | 0     | 0      | 0                | 0                | 0                | —                     | —                     | —                     | 0     | 0     | 0      |
| Total carrera                         | Total carrera | Total carrera | 61    | 0     | 3      | 7                | 0                | 0                | 2                     | 0                     | 0                     | 70    | 0     | 3      |

## Carrera internacional
En 2023 participó con la selección nacional sub-20 de Gambia en la Copa Africana de Naciones Sub-20 de 2023, y en la Copa Mundial Sub-20 de la FIFA de 2023.
En 2024 debutó con la selección nacional de Gambia.